# Gavdos
Gavdos (græsk: Γαύδος, Gávdhos) er en lille ø i det sydlige Grækenland, og er det sydligst beliggende sted i Europa. Det sydligst beliggende sted på det kontinentale Europa er Punta de Tarifa i Spanien.

## Geografi
Gavdos ligger cirka 50 kilometer syd for øen Kreta i Middelhavet. Det sydligste punkt på øen er Kap Tripiti. Øen er af vulkansk oprindelse, og har et areal på cirka 27 kvadratkilometer. Det højeste punkt på øen er bjerget Vardia med en højde på cirka 348 m.o.h.
Der bor højst 100 indbyggere på øen, hvor de fleste bor i Kastri på øens sydlige del.